# 맛을 보여드립니다 (드라마)
《맛을 보여드립니다》는 1999년 9월 13일부터 2000년 2월 28일까지 방영된 SBS 월화드라마이다.

## 기획 의도
인정있게 살아가는 우리 이웃들의 모습을 통해 인생의 참 맛을 보여주는 드라마

## 등장 인물
- 김무생 : 이종갑 역 - 아버지, 노신사
- 김윤경 : 옥점례 역 - 어머니, 종갑의 첩, 옥점례 맛집 운영
- 오연수 : 이영남 역 - 차녀, 방송국 MC
- 차승원 : 승일 역 - 영남의 남편, 정신과 의사
- 김혜선 : 이순남 역 - 장녀, 푼수
- 정재환 : 안진수 역 - 순남의 남편
- 이혜영 : 이혜남 역 - 삼녀, 음악교사
- 허준호 : 송연우 역 - 연우의 남편, 애딸린 홀아비, 국어교사
- 강성연 : 이미남 역 - 막내딸
- 이종원 : 강재혁 역 - 미남의 남편, 재벌 2세
- 유태웅 : 이진남 역 - 종갑의 본처의 아들
- 신구 : 고성철 역 - 옥점례 맛집 주방장
- 정영숙 : 재혁 모 역
- 한인수 : 재혁 부 역 - 천마그룹 회장
- 최성국 : 은기 역
- 김민선 : 미선 역
- 박형준
- 강승연
- 장수형
- 김주혁
- 조권탁
- 방경림
- 김미희
- 박성혜
- 박윤현
- 이희정
- 박미영
- 김영철
- 조선주
- 이은희
- 윤기원
- 임채연
- 장은비
- 이상은
- 민경조
- 김희정
- 오아랑
- 황미선
- 장미자

## 참고 사항
- 당초 1999년 9월 6일 첫 회가 나갈 예정이었으나 소품준비 미비 등의 이유로 SBS는 월화드라마 시간에 외화를 내보냈으며 첫 방영일도 99년 9월 13일로 바뀌었다.[2]
- 전작들에 속했던 <백야 3.98>, <은실이>, <고스트>와 달리 SBS 자체제작이었다.
- 김무생(이종갑 역)은 해당 작품과 경쟁한 MBC <허준>에서 유의태 역 물망에 올랐으나 재벌 이미지 때문에 캐스팅되지 못했으며[3] 오연수(이영남 역)는 <허준>의 예진아씨 역 캐스팅에 거론되었으나 최종 불발되었다.[4]
- 그동안 MBC 드라마 위주로 출연해 온 개그맨 출신 방송인 정재환이 해당 작품을 통해 처음이자 마지막 SBS 드라마 출연을 했다.
- 다양한 한식 요리가 등장하였으며, 회당 80만~100만 원의 소품비 중 절반 정도가 요리 재료의 구입에 사용되었다.[5]
- 비정상적인 스토리 전개와 과장된 캐릭터 설정, 고답적 이야기로 인해 KBS 2TV 월화 미니시리즈와의 경쟁에서 이겼으나, MBC <국희>(미니시리즈), <허준>과의 경쟁에서 시청률 참패를 당해 이러지도 저러지도 못하는 성적에 그쳤다.[6]
- 방송 시간을 평균 10분 이상 초과하는 '엿가락 편성'으로 인해 비판을 받았다.[7]
- 기존의 가족드라마가 수없이 보여줘온 낡은 구도에서 벗어나지 못했다는 지적이 있었다.[8]
- 뒤틀린 가족관계와 등장인물로 억지 웃음을 자아내어 1999년 최악의 드라마 1위에 선정되는 불명예를 안아야 했다.[9]